# In persona episcopi
In persona episcopi (en la persona del bisbe) és una locució llatina emprat generalment per l'Església Catòlica Romana per a indicar una unió de dues o més diòcesis en la qual aquestes són administrades per un únic bisbe però que no suposa cap alteració de les seves estructures (ex. seminaris, catedrals, oficials de la cúria). Aquest tipus d'unions poden ser temporals a causa de qüestions circumstancials, mentre que en altres casos poden donar-se com a pas intermedi cap a una unió de les estructures de les diòcesis sense que cap quedi dissolta en l'altra segon el principi aeque principaliter. Equivalentment, el bisbe d'Osma Juan de Soria († 1246) emprà la fórmula «In persona regis» a la seva crònica Chronica latina regum Castellae quan els regnes de Lleó i Castella tornaren a unire-se en la persona de Ferran III de Castella després d'haver-se separat en temps d'Alfons VII de Lleó i Castella l'Emperador: «Unita sunt ergo duo regna in persona regis nostri, que in morte Imperatoris fuerant separata».

## Exemples
- Diòcesi d'Osca i Diòcesi de Jaca